# Renkum
Renkum és un municipi de la província de Gelderland, al centre-est dels Països Baixos. L'1 de gener del 2009 tenia 31.801 habitants repartits sobre una superfície de 47,12 km² (dels quals 1,12 km² corresponen a aigua). Limita al nord amb Ede, a l'oest amb Wageningen, a l'est amb Arnhem i al sud amb Overbetuwe.

## Centres de població
- Doorwerth
- Heelsum
- Heveadorp
- Oosterbeek
- Renkum
- Wolfheze

## Administració
El consistori consta de 23 membres, compost per:
- Partit del Treball, (PvdA) 6 regidors
- Crida Demòcrata Cristiana, (CDA) 5 regidors
- Partit Popular per la Llibertat i la Democràcia, (VVD) 5 regidor
- GroenLinks, 4 regidors
- Gemeentenbelangten, 2 regidors
- Demòcrates 66, 1 regidor

## Personatges il·lustres
- Rein Baart (1972), futbolista
- Goos Minderman (1962), advocat i polític

## Galeria d'imatges

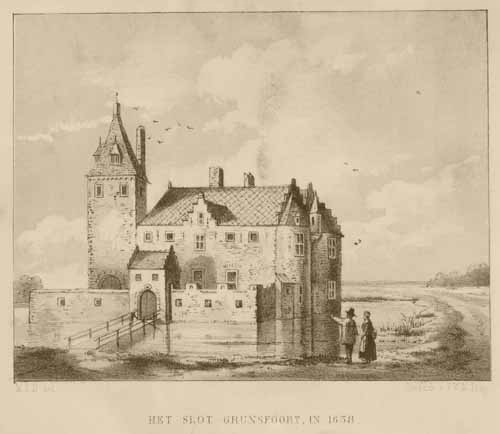
Castell de Grunsfort (1638)
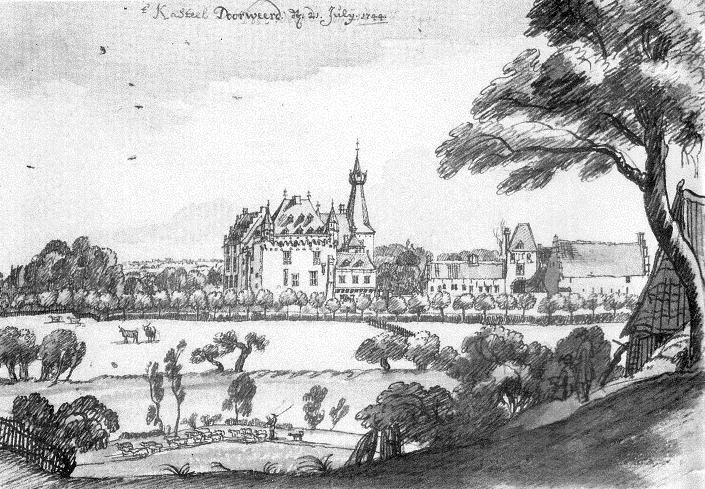
Castell de Doorwerth (1744)
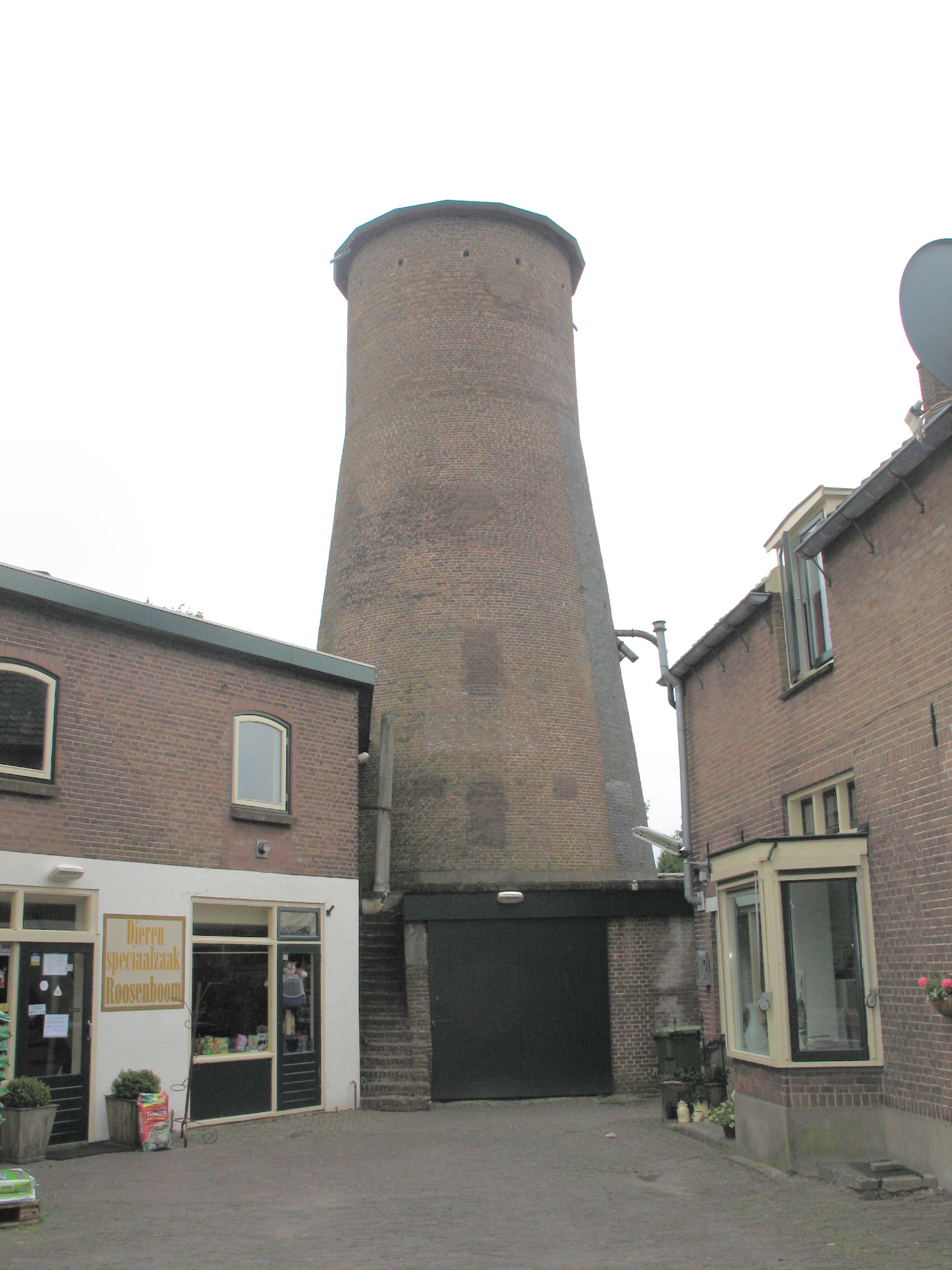
Molí 'De Hoop'
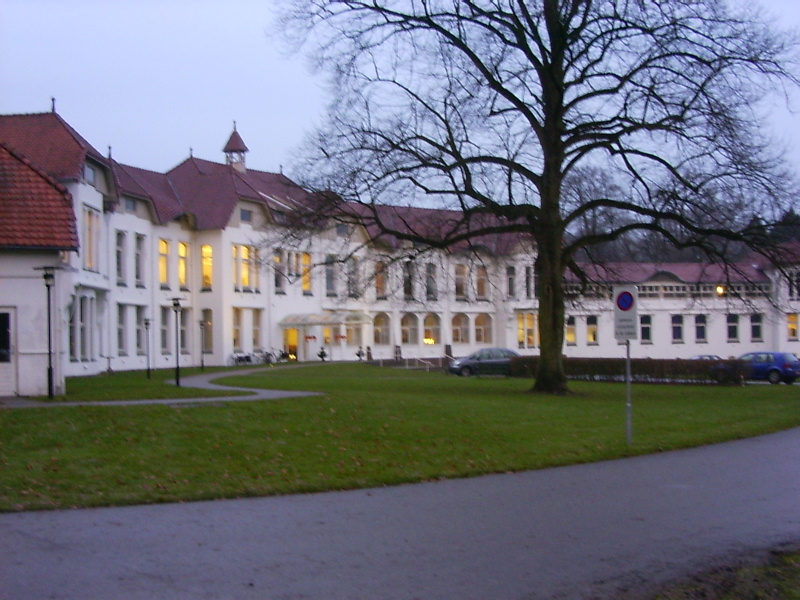
Orange Nassau's Oord
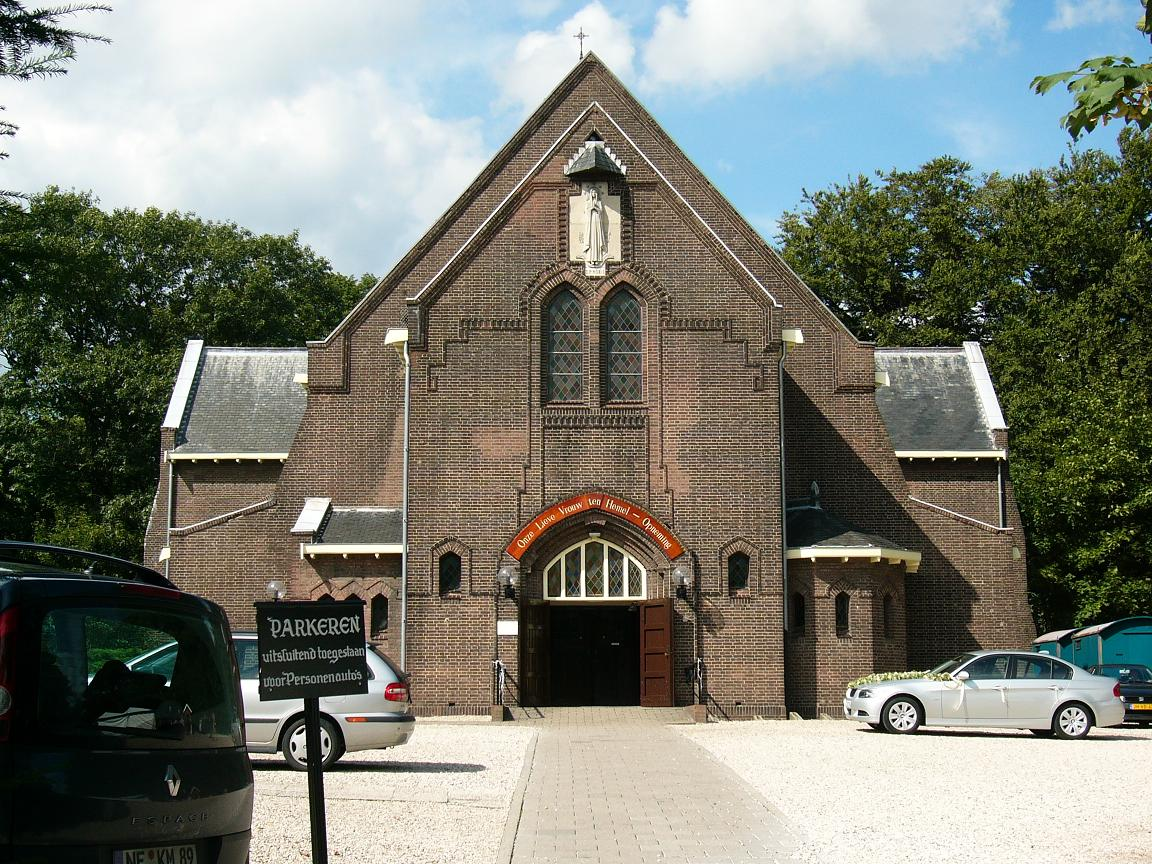
Església catòlica de Renkum
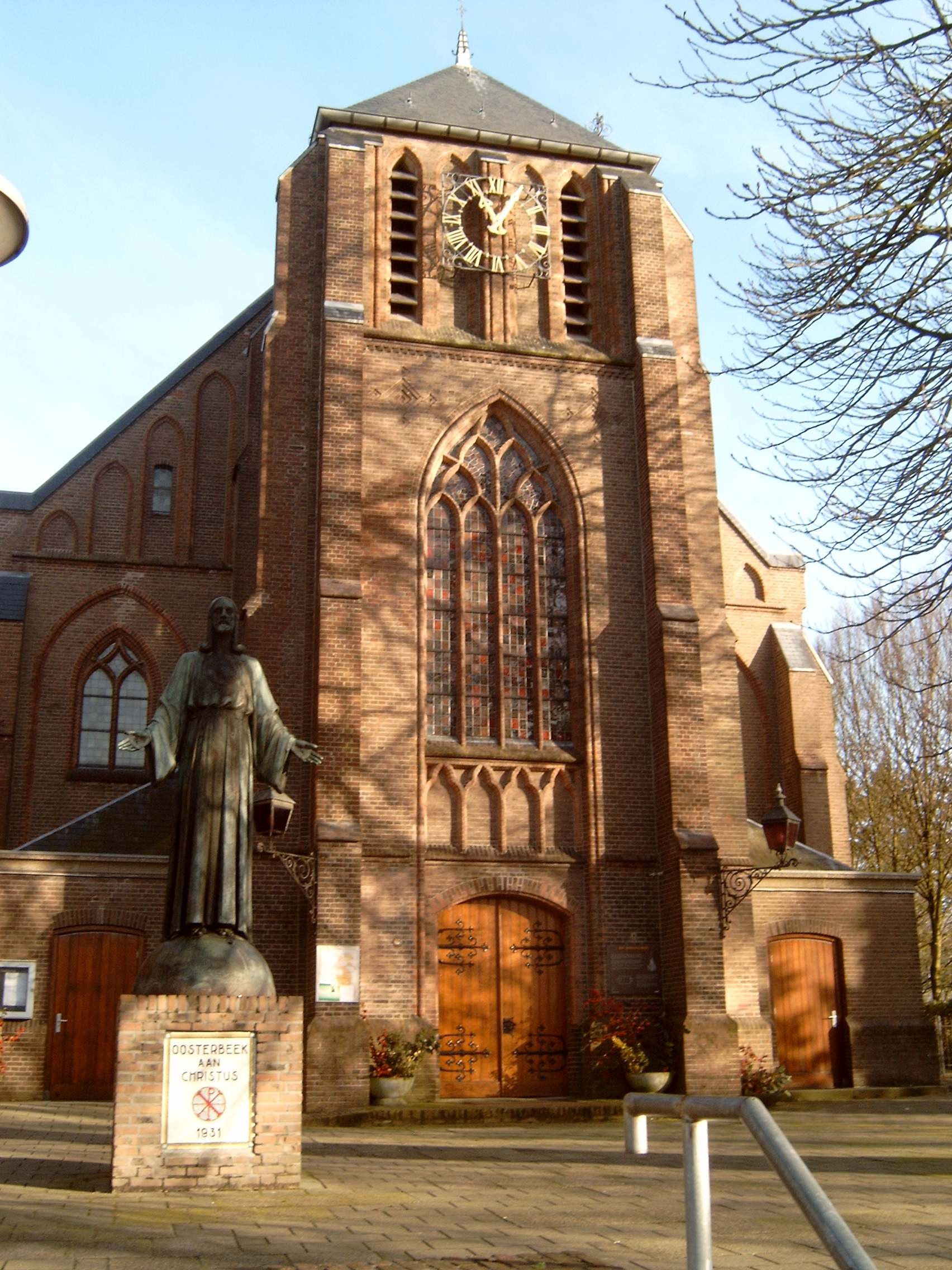
Església d'Oosterbeek
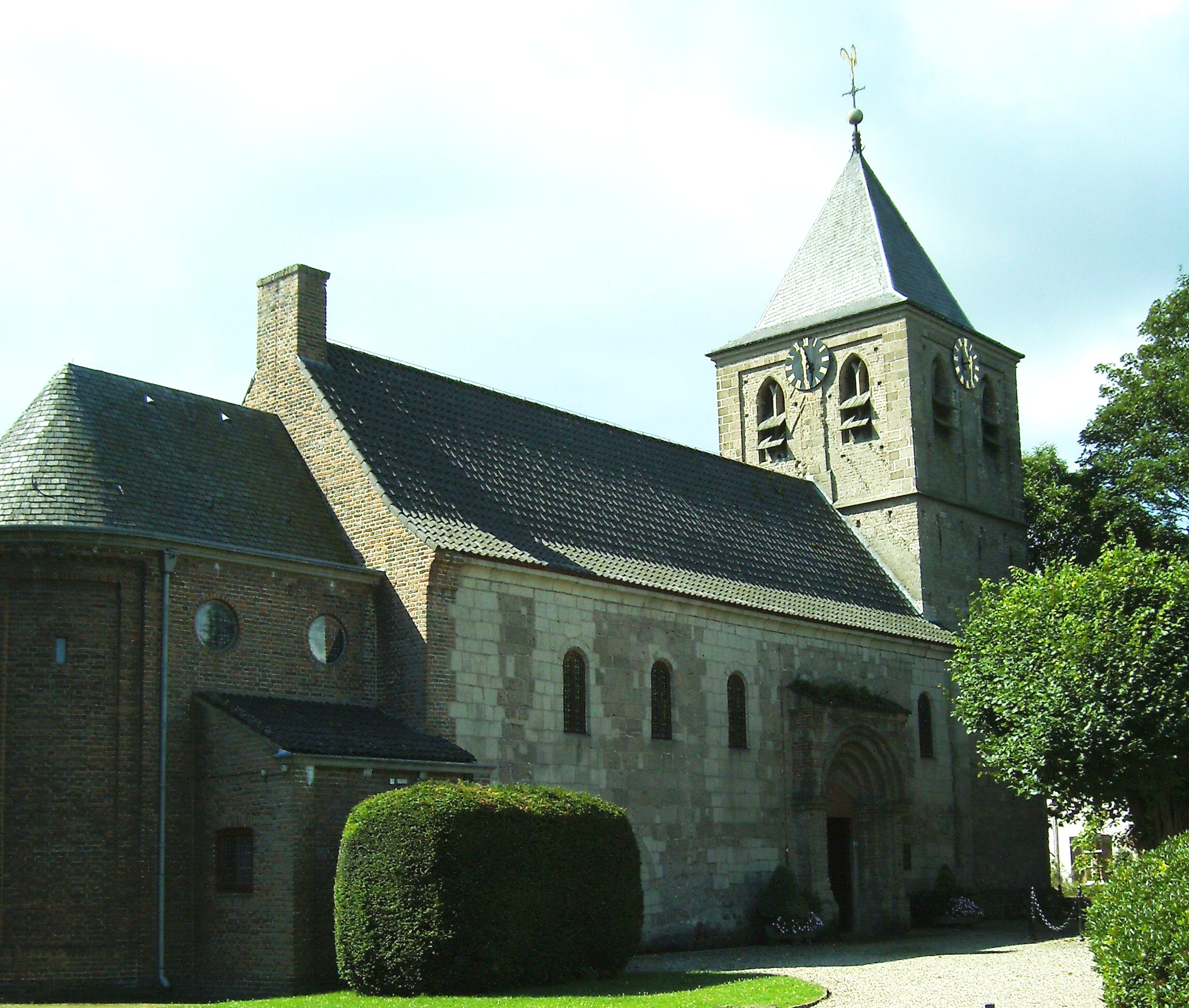
L'església més antiga dels Països Baixos (Oosterbeek)
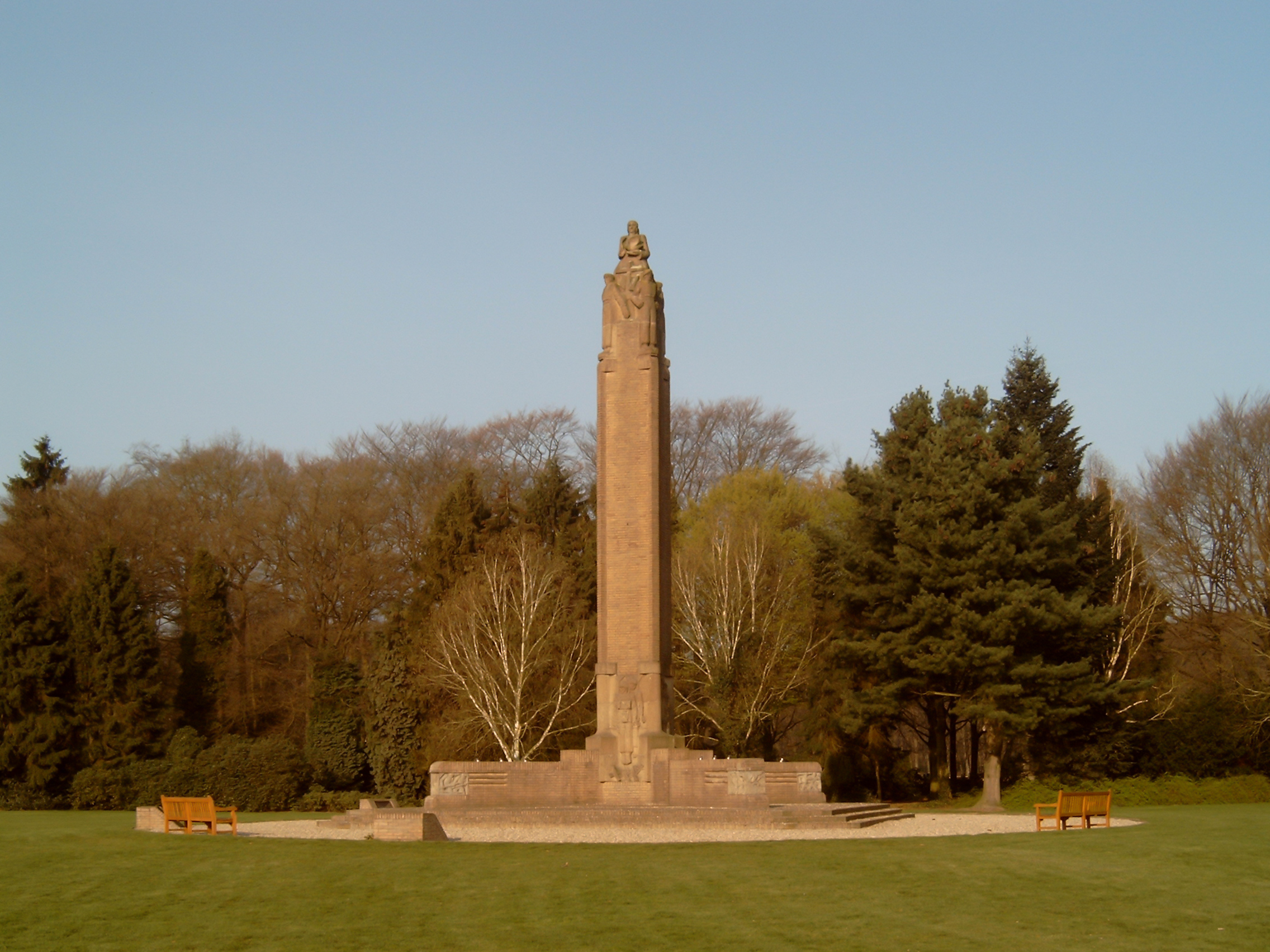
Memorial de guerra a Oosterbeek